# 加利奇區 (俄羅斯)

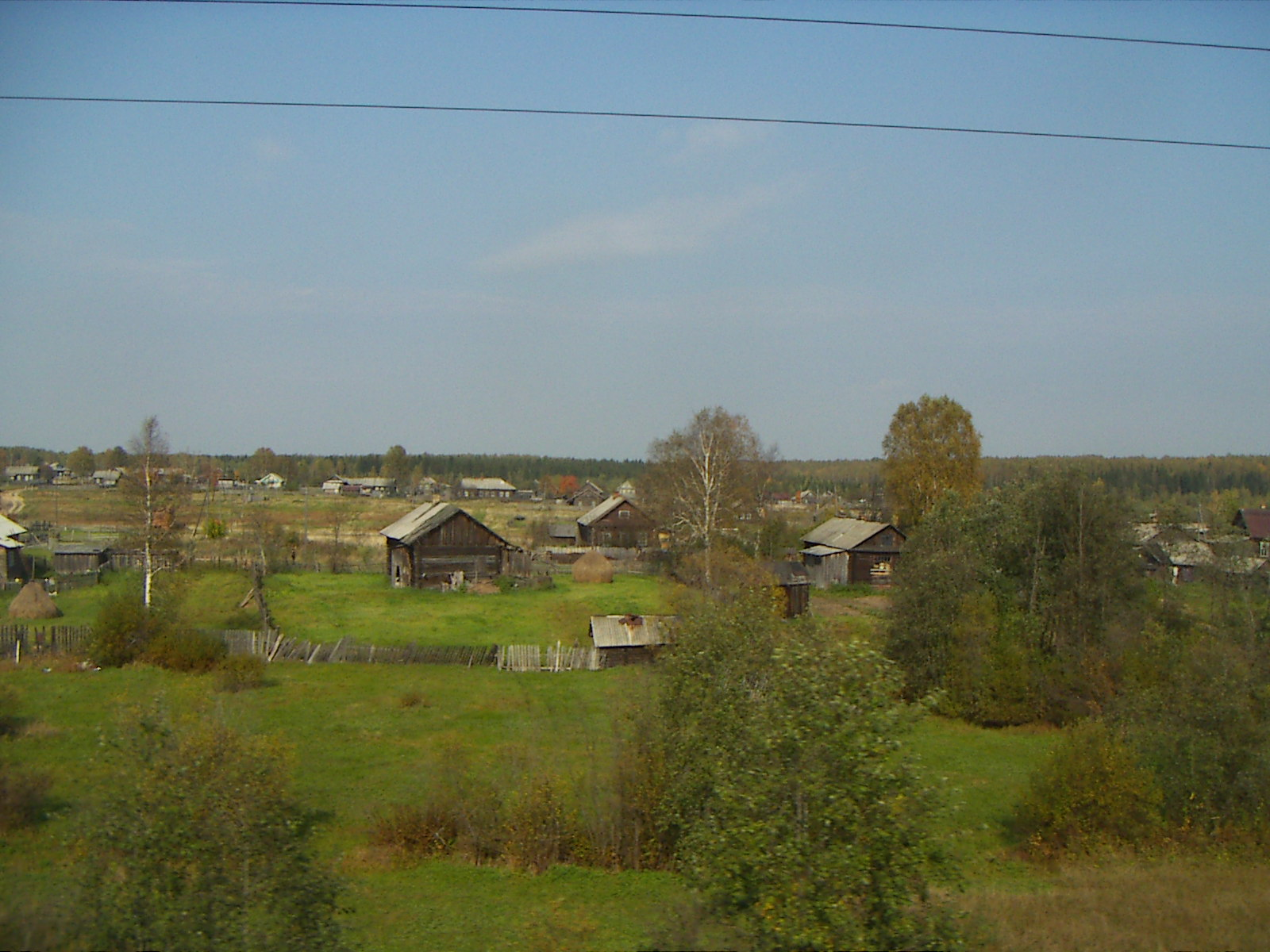

58°23′N 42°21′E / 58.383°N 42.350°E
加利奇區（俄语：Галичский район），是俄羅斯的一個區，位於該國西部，由科斯特羅馬州負責管轄，面積2,870平方公里，2010年人口8,738，人口密度每平方公里3.04人。